# Pinacoteca de Sobral
A Pinacoteca de Sobral é um museu de arte e galeria de arte do Brasil sedeado na cidade de Sobral, no estado brasileiro do Ceará.

## História
Foi inaugurada em 2016, na gestão do prefeito Veveu Arruda, e foi instalada no Palacete Chagas Barreto, um edifício em art deco de início dos anos de 1900, no centro histórico de Sobral, nas imediações do Teatro São João. O núcleo original foi doado pelo sobralense Roberto Alves de Lima, sendo depois complementado pelos acervos de Lúcia e Roberto Galvão e outros artistas. O espaço recebe o nome do artista Raimundo Cela, natural do município.
Atualmente, encontra-se fechada, sem previsão de abertura, para a realização de reparos.